# Stora Tannevattnet
Stora Tannevattnet är en sjö i Trollhättans kommun i Västergötland och ingår i Göta älvs huvudavrinningsområde.